# 2012 год в авиации
Статистически, с точки зрения авиакатастроф, 2012 год был самым безопасным в истории авиации после 1945 года.

## События
- 27 апреля — дистанционно управляемый Boeing 727-200 был умышленно разбит при посадке в рамках научного эксперимента.
- 22 сентября — первый полёт Ил-76МД-90А (Изделие-476), глубокой модернизации самолёта Ил-76.[2]
- 2 апреля — авиакатастрофа ATR 72 под Тюменью

### Без точной даты
- Начало серийного производства самолёта Gulfstream G650.
- ВМС США в состав 35-я ударной эскадрильи будет введены БПЛА вертикального взлёта MQ-8B Fire Scout.

## Персоны

### Скончались
- 14 апреля — Борис Егорович Панюков советский государственный деятель, министр гражданской авиации СССР (1990—1991).